# Goniorrhachis
Goniorrhachis es un género monotípico de árbol de la subfamilia Caesalpinioideae perteneciente a la familia de las legumbres Fabaceae. Su única especie: Goniorrhachis marginata Taub., es originaria de Brasil.